# Diana Jorgova (tiratrice)
Diana Vasileva Jorgova (in bulgaro Диана Василева Йоргова?; Ruse, 11 aprile 1971) è un'ex tiratrice a segno bulgara.

## Palmarès

### Olimpiadi
- 1 medaglia:
  - 1 argento (Atlanta 1996 nella pistola automatica 25 metri)